# جوایز ویدئو موسیقی ام‌تی‌وی ۲۰۱۳
مراسم جایزه ام‌تی‌وی ۲۰۱۳ در تاریخ ۲۵ اوت ۲۰۱۳ در بروکلین، نیویورک برگزار شد. این اولین بار بود که این مراسم در این شهر برگزار شد. نامزدها در تاریخ ۱۷ ژوئیه ۲۰۱۳ اعلام شدند.
جاستین تیمبرلیک و مکلمور و رایان لوئیس با ۶ نامزدی و مایلی سایرس و رابین تیک و برونو مارس با ۴ نامزدی بیشترین دریافت‌کننده نامزدی در این مراسم بودند.

## جوایز
نامزدها در تاریخ ۱۷ ژوئیه ۲۰۱۳ اعلام شدند.

### ویدئو سال
- مکلمور و رایان لوئیس — "بازارچه خیریه"
- رابین تیک و فارل ویلیامز و تی. آی. — "Blurred Lines"
- تیلور سوئیفت — "می‌دانستم که تو مشکل‌ساز هستی"
- برونو مارس — "Locked Out of Heaven"
- جاستین تیمبرلیک — "آینه‌ها"

### بهترین ویدئو مرد
- کندریک لامار — "Swimming Pools (Drank)"
- برونو مارس — "بیرون مانده از بهشت
- اد شیرن — "Lego House"
- رابین تیک — "خطوط محو"
- جاستین تیمبرلیک — "آینه‌ها"

### بهترین ویدئو زن
- مایلی سایرس — "We Can't Stop"
- دمی لواتو — "Heart Attack"
- پینک — "فقط یک دلیل به من بده"
- ریحانا — "Stay"
- تیلور سوئیفت — "می‌دانستم که تو مشکل‌ساز هستی"

### هنرمند جدید
- اگی ازالیا — "Work)"
- آستین ماهون — "What About Love"
- بیست و یکی از خلبانان — "Holding on to You"
- د ویکند — "Wicked Games"
- زدد — "Clarity"

### بهترین ویدئو پاپ
- مایلی سایرس — "We Can't Stop"
- فان — "Carry On"
- سلنا گومز — "بیا و بگیرش"
- برونو مارس — "بیرون مانده از بهشت"
- جاستین تیمبرلیک — "آینه‌ها"

### بهترین ویدئوی راک
۳۰ ترتی سکندز تو مارس — "Up in the Air"
- فال اوت بوی — "My Songs Know What You Did in the Dark (Light Em Up)"
- ایمجین دراگونز — "Radioactive"
- مامفرد اند سانز — "I Will Wait"
- ومپایر ویکند — "Diane Young"

### بهترین هیپ هاپ ویدئو
- اسپ راکی — "Fuckin' Problems"
- جی کول — "Power Trip"
- دریک — "[Started from the Bottom"
- کندریک لامار — "Swimming Pools (Drank)"

مکلمور و رایان لوئیس — "Can't Hold Us"

### بهترین همکاری
- کالوین هریس و الی گولدینگ) — "I Need Your Love"

پینک و نیت رز — "فقط یک دلیل به من بده"
- پیت‌بول و کریستینا آگیلرا) - "این لحظه را حس کن"
- رابین تیکوفارل ویلیامزوتی. آی. — "خطوط محو"
- جاستین تیمبرلیک و جی-زی — "Suit & Tie"

### بهترین کارگردانی
- دریک — "Started from the Bottom" (کارگردان: دایرکتر و دریک)
- فان — "Carry On" (کارگردان: انتونی مندلر)
- مکلمور و رایان لوئیس — "نمی‌تواند ما را نگه دارد" (کارگردان: رایان لوئیس، Jason Koenig and Jon Jon Augustavo)

جاستین تیمبرلیک و جی-زی — "Suit & Tie" (کارگردان: David Fincher)
- یه یه یهس — "Sacrilege" (کارگردان: Megaforce)

### بهترین ویدئو با یک پیام اجتماعی
- بیانسه — "I Was Here"
- کلی کلارکسون— "People Like Us"
- مکلمور و رایان لوئیس — «عشق یکسان»
- میگل — "Candles in the Sun"
- اسنوپ داگ Drake and Cori B.) — "No Guns Allowed"

### بهترین آهنگ تابستان
- مایلی سایرس — "We Can't Stop"
- دفت پانک — "Get Lucky"
- سلنا گومز — "بیا و بگیرش"
- کالوین هریس و الی گولدینگ — "I Need Your Love"

وان دایرکشن — "Best Song Ever"
- رابین تیکوفارل ویلیامزوتی. آی. — "خطوط محو"

### بهترین هنرمند لاتین
ددی یانکی
- دون عمر
- جسی و جوی
- پیت‌بول
- آلهاندرو سانز[۱]

### جایزه پیشتاز ویدئو مایکل جکسون
- جاستین تیمبرلیک

## اجراها
لیست اجراهای تأیید شده:

### پیش نمایش
- آریانا گراند — "The Way (Ariana Grande song)|The Way" / " Baby I"
- آستین ماهون — "What About Love (Austin Mahone song)|What About Love"

### اجرا کننده‌های برنامه
- لیدی گاگا — "Applause"
- مایلی سایرس — "We Can't Stop"

مایلی سایرس و رابین تیک — "Blurred Lines"
- رابین تیک — "Give It 2 U"
- کانیه وست — "Blood on the Leaves"
- جاستین تیمبرلیکJustin Timberlake — "Take Back the Night" / "Sexy Back" / "Like I Love You" / "My Love" / "Cry Me a River" / "Señorita" / "Rock Your Body" / "Girlfriend" + "Bye Bye Bye" (with 'N Sync) / "Suit & Tie" / "Mirrors"
- مکلمور و رایان لوئیس — "عشق یکسان"
- دریک — "Started from the Bottom"
- برونو مارس — "Gorilla"
- کیتی پری — "Roar (song)|Roar"

### هنرمند خانه
- DJ Cassidy

## مجریان
لیست تأیید شده:
- وان دایرکشن — معرفی بهترین ویدئو پاپ
- ونسا بیر وشایلن وودلی — معرفی مایلی سایرس و رابین تیک
- اگی ازالیا و لیل' — کیم معرفی بهترین ویدئو هیپ هاپ
- کوین هارت
- جارد لتو معرفی — کانیه وست
- دفت پانک و فارل ویلیامز — معرفی بهترین ویدئو زن
- اد شیرن — معرفی بهترین ویدئو با یک پیام اجتماعی
- جیمی فالون — معرفی جایزه پیشتاز ویدئو مایکل جکسون
- ومپایر ویکند — معرفی بهترین آهنگ تابستان
- A$AP Rocky و جیسون کولینز — معرفی مکلمور و رایان لوئیس
- Emeli Sandé و آدام لمبرت — معرفی هنرمند جدید
- تی ال سی (گروه) — معرفی دریک
- تیلور سویفت — معرفی بهترین ویدئو مرد
- سلنا گومز — معرفی برونو مارس
- جوزف گوردون-لویت — معرفی ویدئو سال
- آلیسون ویلیامز — معرفی کیتی پری